# Bourges (quận)
Quận Bourges là một quận của Pháp, nằm ở tỉnh Cher, ở vùng Centre. Quận này có 16 tổng và 131 xã.

## Các đơn vị hành chính

### Các tổng
Các tổng của quận Bourges là: 
1. Les Aix-d'Angillon
2. Baugy
3. Bourges - Tổng thứ nhất
4. Bourges - Tổng thứ nhì
5. Bourges - Tổng thứ ba
6. Bourges - Tổng thứ tư
7. Bourges - Tổng thứ năm
8. Chârost
9. Henrichemont
10. Léré
11. Levet
12. Saint-Doulchard
13. Saint-Martin-d'Auxigny
14. Sancergues
15. Sancerre
16. Vailly-sur-Sauldre

### Các xã
Các xã của quận Bourges, và mã INSEE là: 
| 1. Achères (18001)                     | 2. Allogny (18004)                  | 3. Annoix (18006)                    | 4. Argenvières (18012)              |
| 5. Arçay (18008)                       | 6. Assigny (18014)                  | 7. Aubinges (18016)                  | 8. Avord (18018)                    |
| 9. Azy (18019)                         | 10. Bannay (18020)                  | 11. Barlieu (18022)                  | 12. Baugy (18023)                   |
| 13. Beffes (18025)                     | 14. Belleville-sur-Loire (18026)    | 15. Bengy-sur-Craon (18027)          | 16. Boulleret (18032)               |
| 17. Bourges (18033)                    | 18. Brécy (18035)                   | 19. Bué (18039)                      | 20. Charentonnay (18053)            |
| 21. Chassy (18056)                     | 22. Chaumoux-Marcilly (18061)       | 23. Chârost (18055)                  | 24. Civray (18066)                  |
| 25. Concressault (18070)               | 26. Couargues (18074)               | 27. Couy (18077)                     | 28. Crosses (18081)                 |
| 29. Crézancy-en-Sancerre (18079)       | 30. Dampierre-en-Crot (18084)       | 31. Farges-en-Septaine (18092)       | 32. Feux (18094)                    |
| 33. Fussy (18097)                      | 34. Gardefort (18098)               | 35. Garigny (18099)                  | 36. Groises (18104)                 |
| 37. Gron (18105)                       | 38. Henrichemont (18109)            | 39. Herry (18110)                    | 40. Humbligny (18111)               |
| 41. Jalognes (18116)                   | 42. Jars (18117)                    | 43. Jussy-Champagne (18119)          | 44. Jussy-le-Chaudrier (18120)      |
| 45. La Chapelle-Montlinard (18049)     | 46. La Chapelle-Saint-Ursin (18050) | 47. La Chapelotte (18051)            | 48. Lapan (18122)                   |
| 49. Laverdines (18123)                 | 50. Le Noyer (18168)                | 51. Le Subdray (18255)               | 52. Les Aix-d'Angillon (18003)      |
| 53. Levet (18126)                      | 54. Lissay-Lochy (18129)            | 55. Lugny-Champagne (18132)          | 56. Lunery (18133)                  |
| 57. Léré (18125)                       | 58. Mareuil-sur-Arnon (18137)       | 59. Marmagne (18138)                 | 60. Marseilles-lès-Aubigny (18139)  |
| 61. Menetou-Râtel (18144)              | 62. Menetou-Salon (18145)           | 63. Montigny (18151)                 | 64. Morogues (18156)                |
| 65. Morthomiers (18157)                | 66. Moulins-sur-Yèvre (18158)       | 67. Ménétréol-sous-Sancerre (18146)  | 68. Neuilly-en-Sancerre (18162)     |
| 69. Neuvy-Deux-Clochers (18163)        | 70. Nohant-en-Goût (18166)          | 71. Osmoy (18174)                    | 72. Parassy (18176)                 |
| 73. Pigny (18179)                      | 74. Plaimpied-Givaudins (18180)     | 75. Plou (18181)                     | 76. Poisieux (18182)                |
| 77. Primelles (18188)                  | 78. Précy (18184)                   | 79. Quantilly (18189)                | 80. Rians (18194)                   |
| 81. Saint-Ambroix (18198)              | 82. Saint-Bouize (18200)            | 83. Saint-Caprais (18201)            | 84. Saint-Céols (18202)             |
| 85. Saint-Doulchard (18205)            | 86. Saint-Florent-sur-Cher (18207)  | 87. Saint-Georges-sur-Moulon (18211) | 88. Saint-Germain-du-Puy (18213)    |
| 89. Saint-Just (18218)                 | 90. Saint-Léger-le-Petit (18220)    | 91. Saint-Martin-d'Auxigny (18223)   | 92. Saint-Martin-des-Champs (18224) |
| 93. Saint-Michel-de-Volangis (18226)   | 94. Saint-Palais (18229)            | 95. Saint-Satur (18233)              | 96. Saint-Éloy-de-Gy (18206)        |
| 97. Sainte-Gemme-en-Sancerrois (18208) | 98. Sainte-Lunaise (18222)          | 99. Sainte-Solange (18235)           | 100. Saligny-le-Vif (18239)         |
| 101. Sancergues (18240)                | 102. Sancerre (18241)               | 103. Santranges (18243)              | 104. Saugy (18244)                  |
| 105. Savigny-en-Sancerre (18246)       | 106. Savigny-en-Septaine (18247)    | 107. Senneçay (18248)                | 108. Sens-Beaujeu (18249)           |
| 109. Soulangis (18253)                 | 110. Soye-en-Septaine (18254)       | 111. Subligny (18256)                | 112. Sury-en-Vaux (18258)           |
| 113. Sury-près-Léré (18257)            | 114. Sury-ès-Bois (18259)           | 115. Sévry (18251)                   | 116. Thauvenay (18262)              |
| 117. Thou (18264)                      | 118. Trouy (18267)                  | 119. Vailly-sur-Sauldre (18269)      | 120. Vasselay (18271)               |
| 121. Veaugues (18272)                  | 122. Verdigny (18274)               | 123. Vignoux-sous-les-Aix (18280)    | 124. Villabon (18282)               |
| 125. Villegenon (18284)                | 126. Villeneuve-sur-Cher (18285)    | 127. Villequiers (18286)             | 128. Vinon (18287)                  |
| 129. Vorly (18288)                     | 130. Vornay (18289)                 | 131. Étréchy (18090)                 |                                     |